# Marie Fredriksson
Pour les articles homonymes, voir Fredriksson.
Marie Fredriksson, nom de scène de Gun-Marie Fredriksson, née le 30 mai 1958 à Össjö (Suède) et morte le 9 décembre 2019 à Djursholm (Suède), est une chanteuse suédoise.

## Biographie

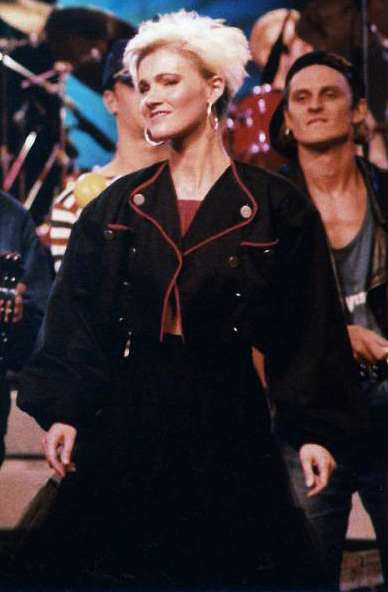
Marie Fredriksson en 1987.

Marie est née à Össjö, un village de l'extrême sud de la Suède. Elle est la plus jeune des cinq enfants de Charles et Inez Fredriksson. Pendant sa jeunesse, elle prend des cours de piano. Elle s'inscrit à l'école de musique Fridhem Folkhögskola de Svalöv.
En 1977, elle est diplômée d'études secondaires folkloriques. À l'âge de 19 ans, elle déménage dans la ville portuaire de Halmstad et rejoint le groupe punk Strul, dans lequel joue son petit ami. Strul se dissout en 1982, puis elle forme MaMas Barn avec un ancien de Strul, avant sa dissolution en 1983. C'est pendant cette période qu'elle rencontre Per Gessle. Avec le producteur Lasse Lindbom, elle sort son premier album au rock doux, Het Vind (Hot Wind, 1984) qui est le premier de huit succès solo, dont trois en tête du palmarès suédois.
Bien que sa carrière solo se déroule bien, elle accepte d'enregistrer un duo avec Gessle, Neverending Love, sorti en 1986 sous le nom de Roxette. Il a fallu neuf autres singles avant de se faire connaître internationalement avec le titre The Look. Marie Fredriksson continue malgré tout sa carrière solo tout en travaillant avec Gessle sur de nouveaux albums pour Roxette. 
Pour Roxette, le succès est grandissant et passe les frontières devenant un succès planétaire. Ce ne sont pas moins de sept albums qui sont produits. En 2002, elle est opérée d'une tumeur au cerveau qui la laisse diminuée. Néanmoins, elle enregistre trois albums solo entre 2004 et 2007, puis trois nouveaux albums avec Per Gessle, son partenaire de Roxette, en 2011, 2012 et 2016.
En avril 2016, elle fait une récidive de la maladie, ce qui implique le retrait de la chanteuse et l’arrêt du groupe Roxette. Elle meurt le 9 décembre 2019,.

## Discographie
- Het vind (1984)
- Den sjunde vågen (1985)
- Efter stormen (1987)
- Den ständiga resan (1992)
- I en tid som vår (1996)
- Äntligen - Marie Fredrikssons bästa 1984-2000 (2000) (compilation)
- Kärlekens Guld (coffret 6 CD) (2002)
- The Change (2004)
- Min bäste vän (2006)
- Tid för tystnad - Marie Fredrikssons ballader (2007) (compilation)
- Nu! (2013)

### Note
1. ↑  Össjö est une localité intégrée dans la commune suédoise d'Ängelholm (comté de Scanie).